# 莱斯·洛克
莱斯·洛克（英語：Les Lock，1929年6月3日—2003年1月21日），新西兰男子自行车运动员。他曾代表新西兰参加1950年和1954年大英帝国和英联邦运动会自行车比赛，获得一枚银牌和一枚铜牌。